# サザナミフグ

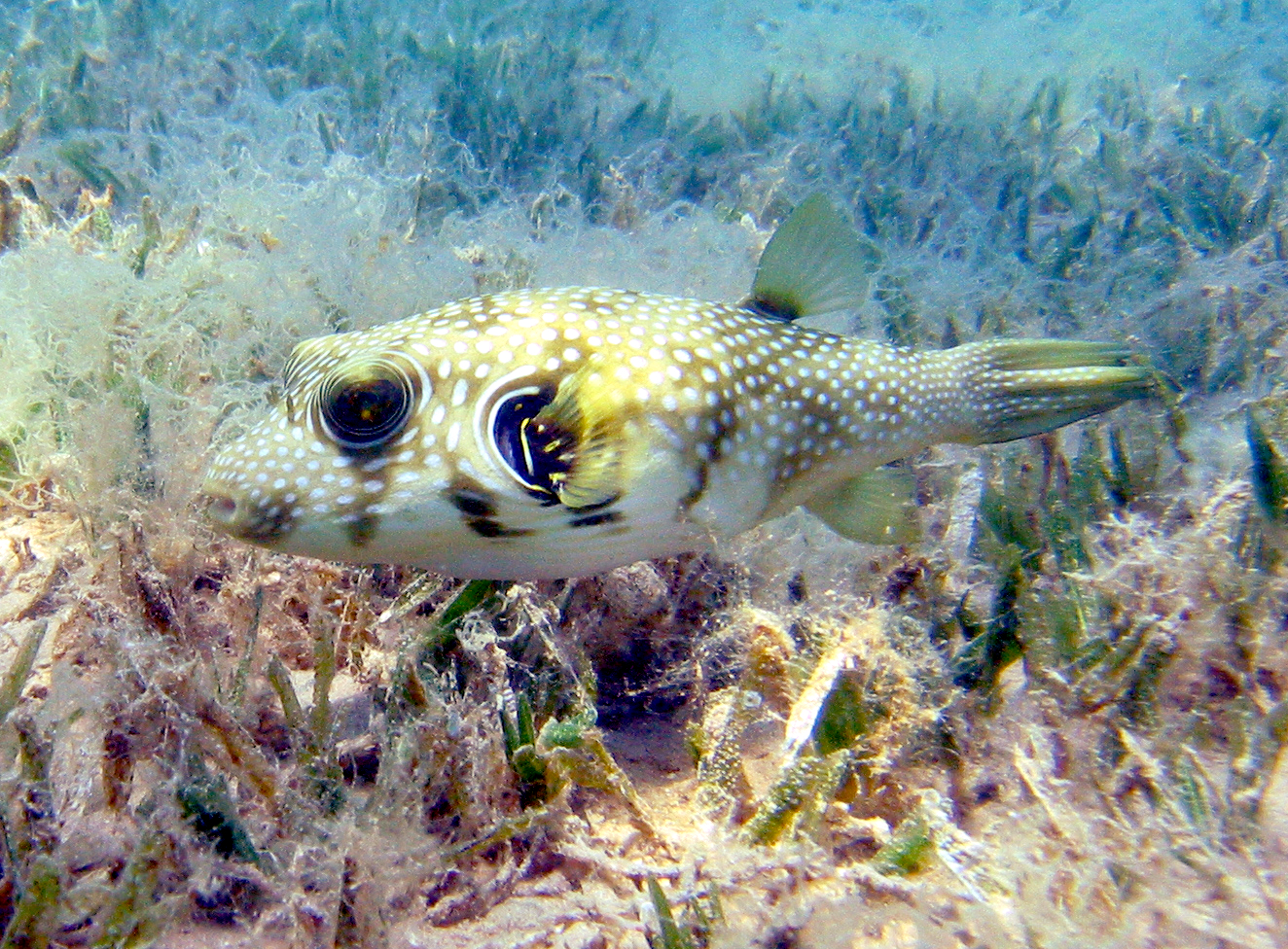
サザナミフグはしばしば海草のある場所で見られる。

サザナミフグ（細波河豚、小波河豚、漣河豚、Arothron hispidus）は、中程度の大きさのフグである。色は明るい灰色で、白色の小さな斑点の模様が付いている。また目や胸びれの周りには、同心円状に広がる白色と濃い灰色の線が入っている。このような模様のため、英語で "stars and stripes puffer" という別名がある。
西南大西洋、インド洋、東太平洋の水深 3-35m の海域に分布し、サンゴ礁や礁湖、河口域、タイドプールなどに生息する。
餌としては、サンゴモや軟体動物、ホヤ、海綿、サンゴ、スナギンチャク、カニ、多毛類、ヒトデ、ウニ、オキアミ、トウゴロウイワシ類などを食べる。
幼魚は海藻・海草の多い河口域で見られる。成体は夜行性で単独行動し、縄張りを持つ。攻撃性は中程度である。最大50cm程度まで大きくなる。